# Maranchona
Maranchona es un despoblado que actualmente forma parte de los concejos de Audicana y Etura, que están situados en el municipio de Barrundia, en la provincia de Álava, País Vasco (España).

## Historia
Situado entre las localidades de Etura y Audicana, está documentado desde el año 1257.
Se despobló a principios del siglo XVIII quedando solo en pie su ermita de Santa María Magdalena que duró hasta finales del mismo siglo.
Actualmente sus tierras son conocidas con el topónimo de Marantxona.